# The Landlord's Game
The Landlord's Game (que l'on peut traduire par Jeu du propriétaire foncier) est un jeu de société sur les biens immobiliers et l'impôt. Protégé par brevet une première fois en 1904 par Elizabeth Magie, c'est le premier jeu de ce type breveté aux États-Unis. Il a fortement inspiré le Monopoly, breveté par Charles Darrow.

## Histoire

### Conception
Elizabeth Magie conçoit le jeu pour démontrer les conséquences habituelles de l'accaparement des terres,. Elle s'inspire des principes économiques énoncés par Henry George, tentant ainsi de démontrer que les rentes issues de l'accumulation de capital foncier dans les mêmes mains enrichissent les propriétaires fonciers et appauvrissent voire ruinent les locataires. Voyant la difficulté de ses contemporains à comprendre les inconvénients d'une telle organisation sociale et économique, pourtant largement acceptée, elle veut montrer de manière pédagogique comment ils doivent être compensés. Elle souhaite également que les enfants perçoivent l'injustice d'un tel système et qu'ils puissent tirer des leçons qu'ils pourront appliquer à l'âge adulte. Le jeu n'est  pas à proprement parler anticapitaliste, mais dénonce les excès du capitalisme de rente. Les règles sont en effet conçues pour montrer qu'entre un ou des joueurs à qui l'on distribue de fortes sommes et un autre joueur qui a seul le pouvoir de lever des loyers, les premiers perdront toujours, à moins que les joueurs se mettent d'accord pour appliquer une règle qui prévoit une fiscalité redistributive.
Bien que The Landlord's Game soit protégé par le brevet US 748,626 depuis 1904, c'est seulement à partir de 1910 que le jeu est commercialisé. Parker Brothers, approché, le refuse, au motif qu'il est trop complexe. La société Economic Game Company, qu'Elizabeth Magie a fondée à New York avec d'autres partisans des idées de Henry George, le lance aux États-Unis. Au Royaume-Uni, il est vendu pour la première fois en 1913 par Newbie Game Company sous le titre Brer Fox an' Brer Rabbit (que l'on peut traduire par Frérot Renard et frérot lapin). Seul le nom diffère.
Elizabeth Magie, qui a déménagé en Illinois et s'est mariée en 1910, puis est partie pour Washington, brevette une nouvelle version du jeu en 1924 sous son nom de femme mariée, Elizabeth Magie Phillips. Par rapport la première version, il innove avec des noms de rues.

### Variantes et postérité
Des variantes apparaissent au fil des ans, souvent artisanales, car les jeux de société fabriqués de manière industrielle restent une rareté à l'époque. Une version de 1932, Prosperity, conçue par une société rivale, Adgame Company, prévoit des règles différentes qui permettent de jouer sur la même planche que The Landlord's Game.
En 1935, la société Parker Brothers, qui a sa propre version appelée Fortune, achète les droits d'un jeu plus prometteur, Monopoly de Charles Darrow, qui dit avoir créé la première version. La même année, Parker écoule Monopoly à un rythme de 20 000 copies par semaine. Pour éviter les accusations de contrefaçon, Parker achète tous les brevets des jeux similaires, ce qui lui permet de verrouiller le marché à son profit. En 1936, Magie vend ainsi son brevet pour 500 USD. Même si elle sait que cet éditeur obtient un grand succès avec Fortune et Monopoly, qui permettrait une transaction plus avantageuse pour elle, elle préfère que le jeu soit le plus largement diffusé. Son éducation quaker influence aussi sa décision. Dans le contrat signé, Elizabeth Magie Phillips obtient de Parker qu'il publie et fasse la promotion de deux autres jeux qu'elle a créés, Bargain Day (Jour de soldes) et King's Men (Les Hommes du roi). Pendant l'année 1937, les deux ont du succès.
En 1939, une troisième édition du jeu The Landlord's Game se vendant à quelques centaines d'exemplaires seulement, Parker Brothers décide de cesser la commercialisation. La rareté de The Landlord's Game en fera par la suite une pièce précieuse pour les collectionneurs de jeux de société. Pendant des décennies, le jeu tombe dans l'oubli.
En 1974, l'économiste Ralph Anspach le redécouvre. Poursuivi par Parker pour contrefaçon avec son jeu Anti-Monopoly, il s'intéresse aux origines méconnues du Monopoly. Il comprend alors que tous ses grands principes ont été imaginés à l'origine par Elizabeth Magie, mais détournés de la philosophie initiale pour en faire un jeu où les joueurs sont incités à ruiner leurs adversaires le plus rapidement possible, sans mécanisme redistributif.
En 2004, quand la série télévisée History Detectives, diffusée par la chaîne PBS, enquête sur la façon dont Monopoly tire son origine de The Landlord's Game, les auteurs du documentaire découvrent un jeu inconnu jusque-là, et détenu par un habitant du Delaware, qui emprunte à la fois aux deux. Il s'agirait du chaînon manquant entre ces deux jeux. Selon ces journalistes, Monopoly dérive donc bien du jeu d'Elizabeth Magie puisque ce jeu conservé dans le Delaware date d'une vingtaine d'années avant le premier Monopoly.

## Galerie

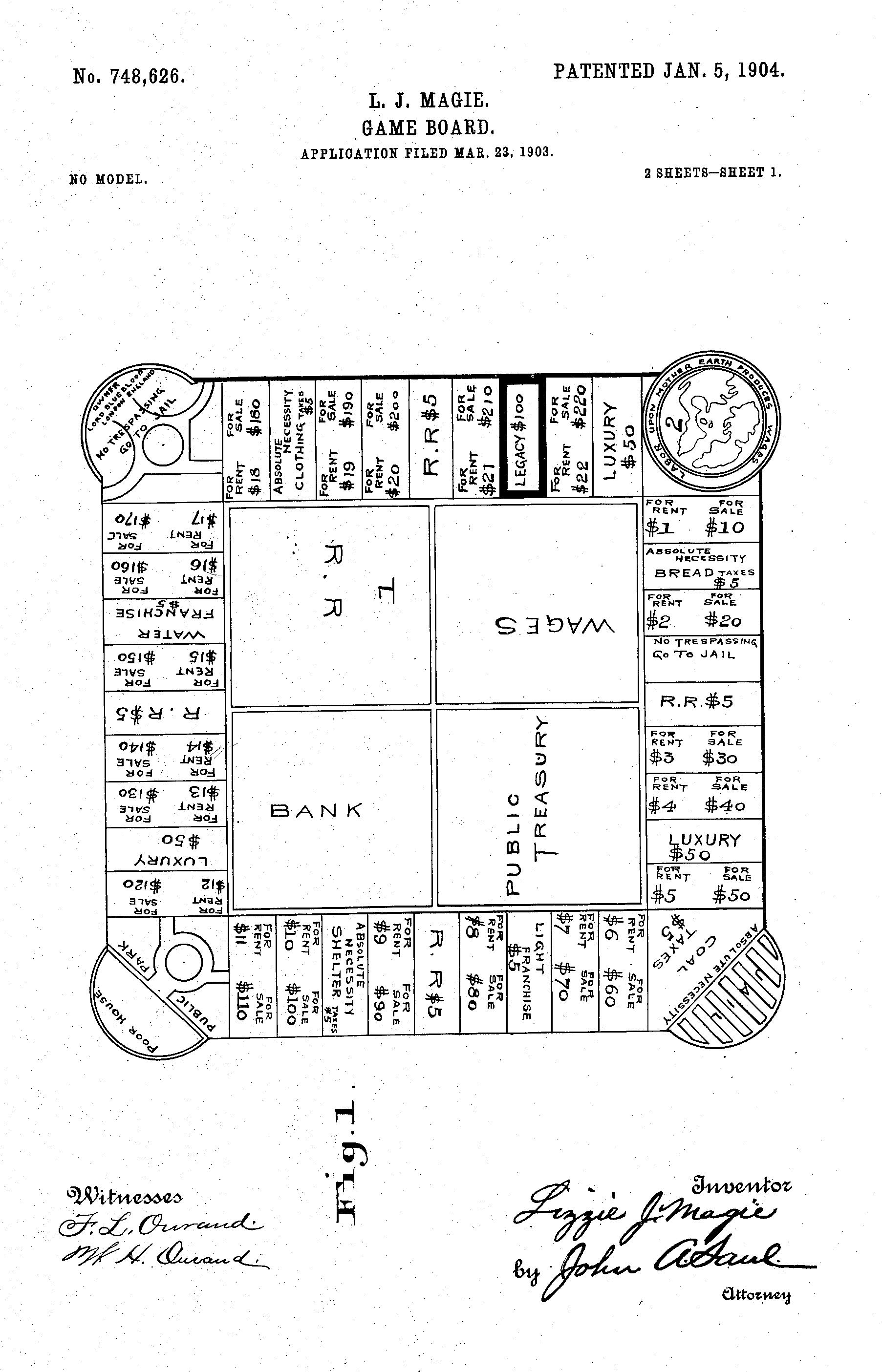
Premier schéma reçu par le bureau des brevets américain pour le jeu de société de Magie, soumis le 5 janvier 1904
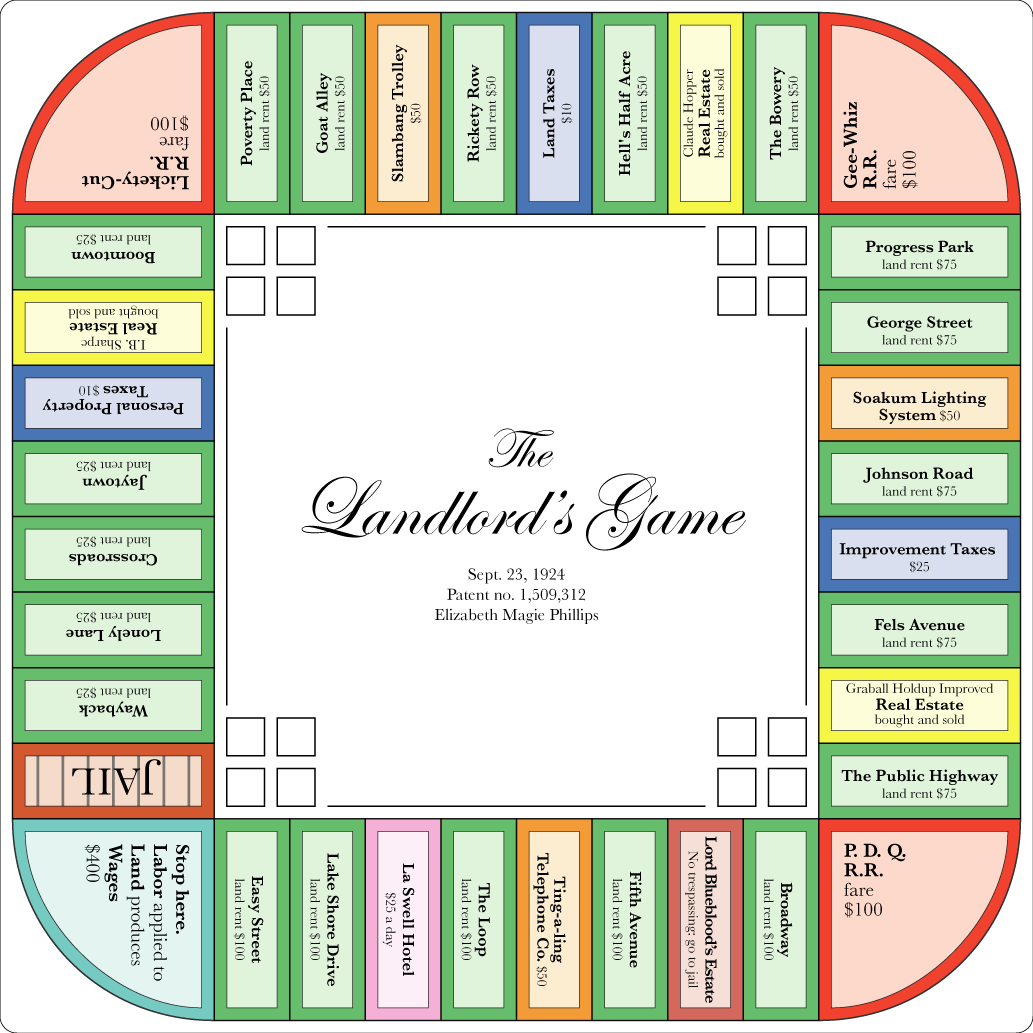
Planche du jeu inspirée par les schémas du brevet US 1,509,312 de 1924[9].